# Musicals - Das Musicalmagazin
Musicals - Das Musicalmagazin is een Duitstalig musicalvakblad. Het blad is opgericht door Gerhard Knopf en Klaus-Dieter Kräft in 1986 en heeft ongeveer 20 medewerkers. Elke twee maanden verschijnt een nieuwe editie. De oorspronkelijke titel was Das Musical en is in 1991 gewijzigd in de huidige naam.
Het tijdschrift publiceert recensies, artikelen en speellijsten van producties uit o.a. Duitsland, Amerika, Verenigd Koninkrijk, Oostenrijk, Zwitserland, Nederland, België en Japan. Daarnaast publiceert het blad interviews van acteurs, regisseurs en producenten en worden nieuwe cd's besproken. 